# Донат Луп
Дона́т Луп (фр. Donat Loup; умер между 838 и декабрём 865) — первый граф Бигорра (около 820 — между 838 и 865), родоначальник Бигоррской династии.

## Биография
Предполагается, что Донат Луп был старшим сыном герцога Васконии Лупа III Сантюля. Доказательство этого родства основывается историками на упоминаемом в хартиях IX века патрониме Доната, хотя ни в одном из этих документов полное имя и титул его отца не указаны. Также Луп III назван отцом Доната Лупа и в датированной 845 годом «Хартии Алаона», но в настоящее время признаваемой большинством историков подделкой XVII века. Однако, существуют и другие, менее распространённые, версии происхождения графа Доната Лупа: например, Кристиан Сеттипани утверждал, что Донат Луп был сыном Лупа, единственного сына Лупа III Сантюля, и что годы жизни Доната Лупа относятся к концу, а не к первой половине IX века.
Донат Луп впервые упоминается в исторических источниках при описании ими событий 819 или 820 года. Согласно им, после подавления поднятого против франков мятежа герцога Лупа III, правитель Васконии был по приказу императора Запада Людовика I Благочестивого отправлен в изгнание, где и умер. Однако по неизвестным причинам император оказал покровительство его сыновьям, Донату Лупу и Сантюлю Лупу, передав им власть над частью владений их отца. Донат Луп получил графство Бигорр, став основателем династии местных графов, а Сантюль Луп получил виконтство Беарн, став родоначальником Беарнского дома. В дальнейшем, графы Бигорра были верными вассалами императоров Запада, а затем королей Западно-Франкского государства.
Историки предполагают, что граф Бигорра Донат Луп идентичен Донату, упоминаемому в сочинении Астро́нома «Жизнь императора Людовика». В 827 году войско во главе с аббатом Элизахаром, графом Хильдебрандом и Донатом было отправлено Людовиком I Благочестивым в Испанскую марку для подавления антифранкского восстания Аиссы. Вместе с графом Барселоны Бернаром Септиманским военачальники вели упорные военные действия против мятежников, но значительного успеха добиться в этом походе так и не смогли.
В 838 году граф Донат, вместе с маркграфом Тосканы Бонифацием II и аббатом Флавиньи Адребальдом, был отправлен в качестве государева посланца в Септиманию. Здесь он должен был рассмотреть обоснованность жалоб местной знати, обвинявшей маркиза Бернара в преступных действиях. Несмотря на то, что посланцы выявили многочисленные злоупотребления правителя Септимании и его людей, деяния Бернара так и остались безнаказанны, и в последующие годы он продолжал пользоваться покровительством императора Людовика I.
Граф Бигорра Донат Луп умер между 838 годом и декабрём 865 года, однако ряд историков считает, что во время нападения норманнов на столицу Бигорра, город Тарб, в 844 году, правителем графства был уже его сын и преемник Дато I.
Донат Луп был женат на Факуило (Факуиле́не), возможно, дочери виконта Лаведана Мансио. От этого брака у него было два сына:
- Дато I — граф Бигорра (между 838 и 865—около 870)
- Луп I — граф Бигорра (около 870—около 910)
- дочери.

Распространённое среди французских историков XVII—XIX веков мнение, что ещё одним сыном Доната Лупа был первый король Наварры Иньиго Ариста, современной исторической наукой отвергнуто как несостоятельное.